# Суд над Олександром Бобікіним та Олександром Івановим
Суд над Олександром Бобікіним та Олександром Івановим став другим процесом за військові злочини під час російського вторгнення в Україну у 2022 році. Олександру Бобікіну та Олександру Іванову інкримінували «порушення законів і звичаїв війни» за частиною 1 статті 438 Кримінального кодексу України за участь в обстрілі, в результаті якого було пошкоджено навчальний заклад в Україні 24 лютого 2022 року під час битва під Харковом 2022. Бобікіна та Іванова судили 19 травня 2022 року 90-хвилинним засіданням і 26 травня 30-хвилинним засіданням у суді Полтави. 31 травня 2022 року їх засудили до одинадцяти з половиною років позбавлення волі.

## Напад на Харківський район
Битва за Харків у 2022 році відбулася з 24 лютого до середини травня 2022 року під час російського вторгнення в Україну у 2022 році. Перед вторгненням, у грудні 2021 року, військовій частині у складі Олександра Бобікіна та Олександра Іванова повідомили, що вона буде залучена до навчань. Близько 1 лютого 2022 року підрозділ вирушив на навчання до Курська. Пізніше підрозділ перекинули в Малинівку Бєлгородської області, де бійцям повідомили, що вони в’їдуть в Україну з нез’ясованих причин. 
Олександр Бобікін та Олександр Іванов брали участь в атаках 24 лютого, почавши обстріл близько 05:00 за місцевим часом і випустивши близько 38 снарядів зі свого автомобіля. За словами Іванова, частина бійців підрозділу відмовилася вести снаряди, перебуваючи ще на території Росії. 
Вони зі своїм підрозділом увійшли в Україну і ще більше обстріляли. Підрозділ був розсіяний українськими силами. Автомобіль Бобікіна отримав пошкодження, а Бобікін втратив свідомість після того, як його викинуло з автомобіля. Іванов здався 25 лютого, а Бобікін — через десять днів. 27 квітня на YouTube було опубліковано інтерв'ю з ними двома, в якому Іванов описує процедури стрільби з БМ-21 «Град».
Обстріл знищив «навчальний заклад», ніхто не загинув. 

## Судові засідання
7 травня 2022 року Генпрокуратура України заявила, що Бобікіну та Іванову висунуть звинувачення за «порушення законів і звичаїв війни» за частиною 1 статті 438 Кримінального кодексу України.
17 травня Олександр Бобікін та Олександр Іванов були присутні на досудовому засіданні з українським захисником та перекладачем. Вони обрали суд одноособово.
19 травня Бобікін та Іванов з'явилися на 90-хвилинному судовому засіданні в суді Полтави , звинувачених у причетності до обстрілу цивільних об'єктів у Харківському районі . Бобікіна та Іванова звинуватили у обстрілі з території Росії снарядами БМ-21 «Град » села Малинівка Бєлгородської області, Козача Лопань та ще одне село в Україні 24 лютого 2022 року. Обидва визнали себе винними.  
26 травня відбулося 30-хвилинне засідання, під час якого Бобікін, Іванов, захист і обвинувачення представили свої аргументи щодо вироку. Адвокати Валерія Іванова та Володимира Кавальчука вимагали пом'якшення покарання у вигляді восьми років через щире розкаяння та виконання наказів.
31 травня 2022 року Бобікіна та Іванова визнали винними та засудили до одинадцяти з половиною років позбавлення волі, що трохи нижче максимального покарання у дванадцять років. Суддя Євген Болибок назвав обвинувальний вирок «повністю доведеним». Професор права Кріс Дженкс стверджував, що здача Бобікіна та Іванова, співпраця, визнання провини та вибачення мали призвести до більш м’якого вироку.

## Намір атакувати цивільні цілі
Бобікін та Іванов заявили, що не знають цілей, по яких стріляли. Професор права Кріс Дженкс стверджував, що, будучи молодшими солдатами, які вставляли номери в своє цілевказівне обладнання, малоймовірно, щоб Бобікін та Іванов знали, чи були їхні цілі законними чи ні, і ні публічно виголошені звинувачення, ні повідомлення ЗМІ про суд показав, на якій підставі Бобікін та Іванов могли свідомо «здійснити» невибірковий напад на цивільні цілі, усвідомлюючи ймовірні наслідки. Він стверджував, що mens rea, злочинний намір, відсутній у справі. Спеціаліст з військових злочинів Роберт Голдман заявив, що для встановлення військового злочину потрібні докази того, що Бобікін та Іванов навмисно атакували цивільні цілі або діяли непропорційно, ігноруючи ймовірний вплив на цивільне населення.